# Achondroplázie

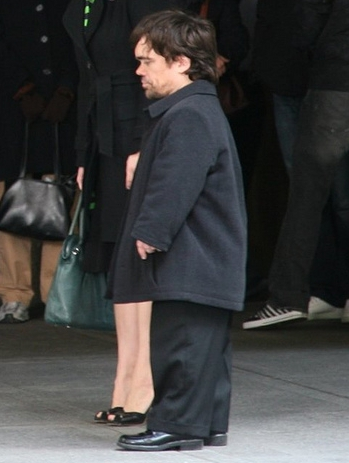
Herec Peter Dinklage s achondroplázií

Achondroplázie je nejběžnější forma dědičné disproporčnosti postavy. Vyskytuje se u jednoho z 15 000 novorozenců, různé prameny uvádějí různá čísla, běžně však v rozpětí od 10 000 do 40 000 živých novorozenců. Achondroplázie je charakteristická abnormálním růstem kostí, který se projevuje malou postavou s disproporčně malýma rukama a nohama, velkou hlavou a charakteristickými rysy obličeje se zaobleným čelem a nevyvinutým kořenem nosu. V dětství je typický nízký krevní tlak, vývoj motoriky je často zpožděn. Inteligence a délka života jsou obvykle normální, i když stlačená mícha nebo ucpávání horních cest dýchacích zvyšují riziko úmrtí v dětství. Průměrná výška u dospělých mužů s achondroplázií je 131 ± 5,6 cm; u žen je to 124 ± 5,9 cm.

## Stanovení diagnózy
Achondroplazie může být diagnostikována charakteristickými klinickými a radiografickými nálezy u většiny jedinců. U příliš mladých jedinců na diagnostiku nebo u jedinců s atypickými nálezy, může být použito molekulární genetické testování ke zjištění mutace genu FGFR3. Takové testy zjišťují mutace u 99 % ovlivněných jedinců. U dětí s achondroplasií se doporučuje monitorovat výšku, váhu a obvod hlavy. Váhu kvůli zamezení obezity. MRI nebo CT kvůli vyhodnocení příznaků stlačení míchy.

## Genetika achondroplázie: rizika a pravděpodobnosti dědičnosti
Achondroplázie má autosomální – dominantní charakter. Kolem 80 % jedinců s achondroplázií má rodiče normální postavy, a mají achondroplázii jako výsledek „de novo“ mutace (není přítomno u rodičů). Takoví rodiče mají velmi malou šanci na to, aby měli další dítě s achondroplázií. Jedinec s achondroplazií, který má partnera normální postavy, má 50% riziko že jeho dítě bude mít achondroplazii (během každého jednoho těhotenství). Pokud mají achondroplázi oba rodiče, na 25 % je pravděpodobnost zdravého jedince, 50 % je šance že budou mít dítě s achondroplázií, a 25 % je šance, že dítě bude mít dominantně homozygótní formu (tzv. letální alela) achondroplázie. Dominantně homozygótní forma zapříčiňuje smrt intrauterinně nebo krátce po narození.

## Hlavní příznaky onemocnění
- malá postava
- kratší ruce a nohy s nadbytečnými záhyby kůže na končetinách
- omezení roztažení lokte
- trojzubcovité rozestavení prstů
- vrozené nebo získané charakteristické postavení kolen, nohy do „O“
- torakolumbální gibbus (hrb) v dětství
- nadměrné prohnutí páteře dozadu při prvních krocích dítěte
- velká hlava se zaoblením vpředu
- nevyvinutý kořen nosu